# Полейковичи
Полейковичи —  деревня в Себежском районе Псковской области России. Входит в состав сельского поселения Себежское.

## География
Деревня расположена на юго-западе региона, в южной части района, около государственной границы с Белоруссией, у реки Нища на территории национального парка «Себежский».

## Климат
Климат, как и во всем  районе, умеренно континентальный. Характеризуется мягкой зимой, относительно прохладным летом, сравнительно высокой влажностью воздуха и значительным количеством осадков в течение всего года. Средняя температура воздуха в июле +17 C, в январе -8 C. Средняя продолжительность безморозного периода составляет 130–145 дней в году. Годовое количество осадков – 600–700 мм. Большая их часть выпадает в апреле – октябре. Устойчивый снежный покров держится 100–115 дней; его мощность обычно не превышает 20–30 см.

## История
В 1941—1944 гг. местность находилась под фашистской оккупацией войсками Гитлеровской Германии.
В 1995 — 2005 годах деревня входила в состав Осынской волости (ранее Осынского сельсовета), в 2005 — 2011 годах относилась к Долосчанской волости Себежского района.

## Население
| 2001 | 2002 | 2010 |
| ---- | ---- | ---- |
| 4    | ↗10  | ↘0   |

### Национальный  состав
Согласно результатам переписи 2002 года, в национальной структуре населения русские составляли 100  % от общей численности в  10  чел..

## Инфраструктура
Личное подсобное хозяйство. 

## Транспорт
Просёлочная дорога от деревни Красиково. 